# Pinot d'Alsace
Le pinot d'Alsace, ou alsace pinot, ou klevner, est un vin blanc français produit dans le vignoble d'Alsace essentiellement à partir des cépages pinot blanc B et auxerrois B. Il s'agit d'une dénomination de cépage au sein de l'appellation alsace.
Parmi les vins d'Alsace, c'est un des rares vins blancs d'assemblage, même s'il peut aussi être fait en mono-cépage à partir uniquement de pinot blanc B ou d'auxerrois B. Il est moins aromatique que le riesling, le pinot gris et surtout le gewurztraminer : en conséquence, il n'est pas classé parmi les « cépages nobles » alsaciens.

## Histoire
Les cépages composant le pinot n'ont pas la même origine.
Le pinot blanc B, ou « pinot blanc vrai » pour le différencier de l'auxerrois, est une mutation datant du XVe siècle du pinot gris G, lui-même une mutation du pinot noir N, les trois étant originaires du vignoble de Bourgogne et arrivés en Alsace à la fin du Moyen Âge ; d'ailleurs le pinot blanc porte en allemand le nom de Weißburgunder, ce qui signifie « bourguignon blanc ». Il existe parmi les clones de ce cépage une variété propre à l'Alsace, particulièrement productive, que Pierre Galet appelle « gros pinot blanc ».
L'auxerrois B, appelé aussi « pinot auxerrois », est lorrain, découvert au début du XXe siècle et arrivé en Alsace à partir de 1950. Ce serait un hybride du gouais B.
L'appellation d'origine « vins d'Alsace » est créée par l'ordonnance du 2 novembre 1945, puis devient appellation d'origine contrôlée par le décret du 3 octobre 1962, avant que ne soient définis des dénominations de cépage en 1971 ainsi que le cahier des charges de la production et de la commercialisation (décrets du 2 janvier 1970 et du 30 juin 1971) achevé par l'obligation de la mise en bouteille (loi du 5 juillet 1972) dans des flûtes (décret du 30 juin 1971).
Le développement du crémant d'Alsace (appellation reconnue en 1976), vin mousseux fait principalement à partir d'auxerrois B et de pinot blanc B, a beaucoup profité à ces cépages. Si 1 039 hectares étaient couvert en 1969 par l'auxerrois B et le pinot blanc B (soit 11 % du vignoble), cette surface passe en 2009 à 3 331 hectares (soit 21 % du vignoble), faisant de l'auxerrois le troisième cépage du vignoble d'Alsace, juste derrière le riesling B et le gewurztraminer Rs. Le cahier des charges de la dénomination est celui de l'appellation alsace, dernièrement modifié en mai 2025.

### Étymologie
La dénomination porte le nom de la région, dont la signification donne lieu à plusieurs théories.
En alsacien, « Alsace » se dit Elsass anciennement écrit Elsaß : 
- 'El- vient de l'alémanique Ell qui signifie l'Ill, la principale rivière alsacienne qui traverse la région du sud au nord.
- Saß vient du verbe sitzen (se trouver, être assis).

Littéralement, Elsass signifierait donc « le lieu où se trouve l'Ill » soit le « Pays de l'Ill ».
Quant au mot « pinot », il désigne le principal cépage utilisé, le pinot blanc B, qui doit son nom à la forme de la grappe, comme un cône de pin. Klevner est le nom en alsacien de ce vin.

## Situation géographique

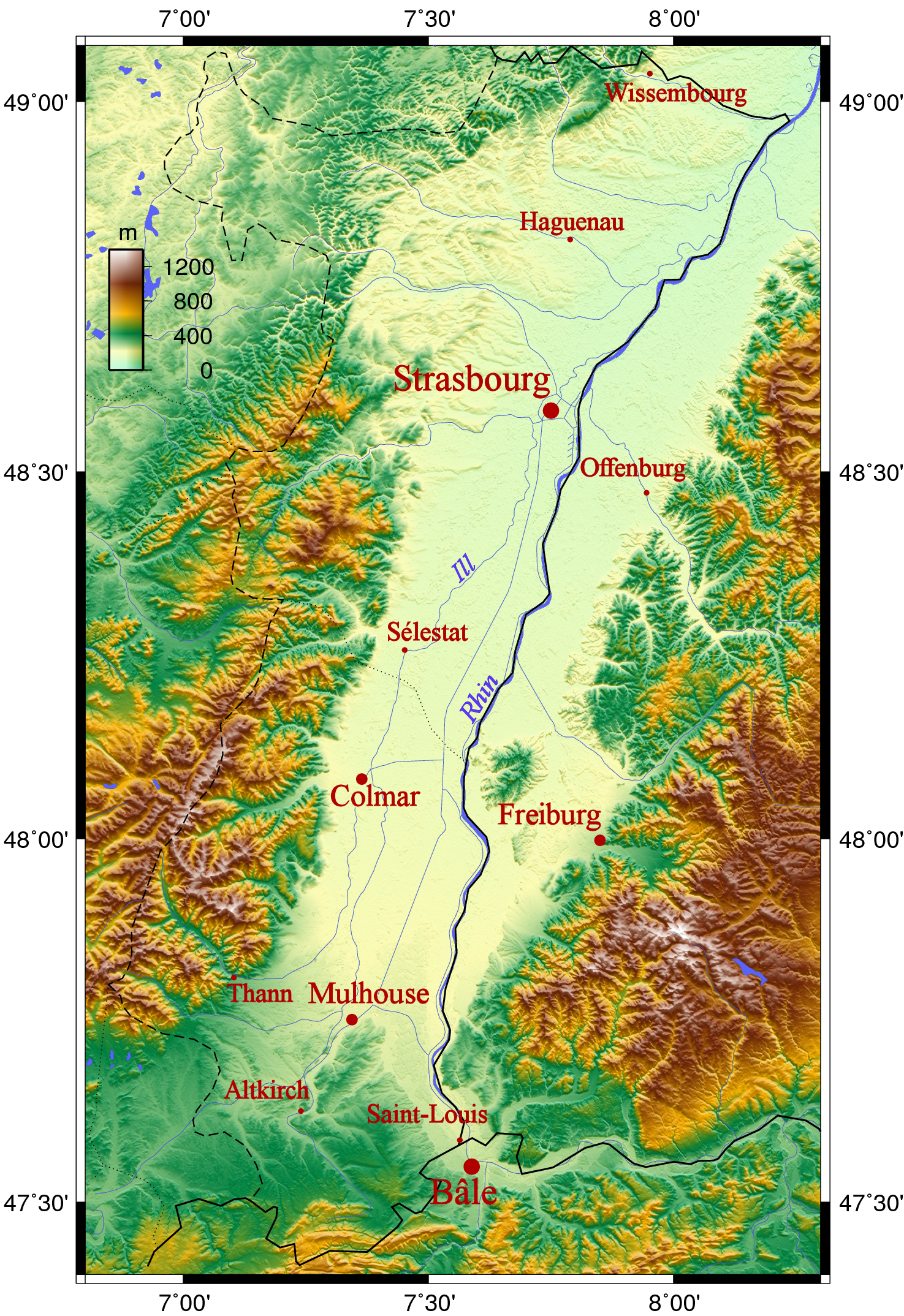
Carte du relief de l'Alsace.

Le pinot ou klevner est produit en France, dans la région Alsace, sur presque l'ensemble du vignoble d'Alsace, à l'exclusion des petites aires de production de l'appellation alsace grand cru. Il peut donc être produit de Wissembourg au nord (à la frontière avec l'Allemagne) à Thann au sud, sur 180 kilomètres de façon discontinue.

### Géologie et orographie
La majeure partie du pinot (ou klevner) est produite sur la plaine d'Alsace mais des parcelles se trouvent sur les coteaux des collines sous-vosgiennes.
La plaine d'Alsace occupe la partie sud du fossé rhénan, né d'un effondrement durant l'Oligocène et le Miocène (-33 à -5 millions d'années).
Elle est composée d'une épaisse couche d'alluvions déposées par le Rhin (limons et graviers), c'est une zone beaucoup plus fertile que les coteaux, avec une importante nappe phréatique à moins de cinq mètres de profondeur.
Généralement, le haut des pentes des collines sous-vosgiennes est constitué des roches anciennes, plutoniques et métamorphiques tels que du granite, du gneiss ou de l'ardoise. Les parcelles de vignes y sont très pentues.
Le bas des coteaux est formé des couches de calcaires ou de marne recouvertes par du lœss, où le relief est moins accentué.

### Climatologie
À l'ouest, les Vosges protègent du vent et de la pluie la région de production des vins d'Alsace. Les vents d'ouest dominants perdent leur humidité sur le versant occidental des Vosges et parviennent sous forme de foehn, secs et chauds, dans la plaine d'Alsace. La quantité moyenne de précipitations est la plus faible de tous les vignobles français.
De ce fait, le climat est bien plus sec (Colmar est la station la plus sèche de France) et un peu plus chaud (avec une température annuelle moyenne plus haute de 1,5 °C) que ce qui serait attendu à cette latitude. Le climat est continental et sec avec des printemps chauds, des étés secs et ensoleillés, de longs automnes et des hivers froids.
La station météo de Strasbourg (150 mètres d'altitude) se trouve à l'extrémité nord de l'aire d'appellation, mais au bord du Rhin. Ses valeurs climatiques de 1961 à 1990 sont :
| Mois                              | jan. | fév. | mars | avril | mai  | juin | jui. | août | sep. | oct. | nov. | déc. | année |
| --------------------------------- | ---- | ---- | ---- | ----- | ---- | ---- | ---- | ---- | ---- | ---- | ---- | ---- | ----- |
| Température minimale moyenne (°C) | −1,7 | −0,9 | 1,6  | 4,6   | 8,6  | 11,7 | 13,4 | 13,1 | 10,3 | 6,5  | 2,1  | −0,7 | 5,7   |
| Température moyenne (°C)          | 0,9  | 2,5  | 6    | 9,6   | 13,8 | 17   | 19,1 | 18,6 | 15,5 | 10,6 | 5,2  | 1,9  | 10,1  |
| Température maximale moyenne (°C) | 3,5  | 5,8  | 10,4 | 14,6  | 19   | 22,2 | 24,7 | 24,2 | 20,8 | 14,7 | 8,2  | 4,5  | 14,4  |
| Ensoleillement (h)                | 42   | 78   | 122  | 161   | 197  | 212  | 240  | 215  | 168  | 101  | 58   | 43   | 1 637 |
| Précipitations (mm)               | 33,1 | 34,3 | 36,6 | 48    | 74,5 | 74,6 | 56,8 | 67,8 | 55,5 | 43   | 46,6 | 39,9 | 610,5 |

La station météo de Colmar (209 mètres d'altitude) se trouve au milieu de l'aire d'appellation, mais en plaine. Ses valeurs climatiques de 1961 à 1990 sont :
| Mois                              | jan. | fév. | mars | avril | mai  | juin | jui. | août | sep. | oct. | nov. | déc. | année |
| --------------------------------- | ---- | ---- | ---- | ----- | ---- | ---- | ---- | ---- | ---- | ---- | ---- | ---- | ----- |
| Température minimale moyenne (°C) | −2,1 | −1,1 | 1,4  | 4,5   | 8,3  | 11,5 | 13,3 | 12,9 | 10,2 | 6,3  | 1,8  | −1   | 5,5   |
| Température moyenne (°C)          | 0,9  | 2,6  | 6,1  | 9,7   | 13,8 | 17,1 | 19,3 | 18,8 | 15,8 | 10,9 | 5,3  | 1,9  | 10,2  |
| Température maximale moyenne (°C) | 3,8  | 6,3  | 10,8 | 15    | 19,3 | 22,7 | 25,3 | 24,7 | 21,5 | 15,5 | 8,7  | 4,8  | 14,9  |
| Ensoleillement (h)                | 53   | 83   | 128  | 165   | 200  | 223  | 246  | 222  | 176  | 117  | 68   | 52   | 1 724 |
| Précipitations (mm)               | 35,5 | 32,2 | 37,7 | 46,7  | 67   | 67,2 | 59,3 | 63,3 | 46,7 | 37,9 | 47,7 | 40,2 | 581,4 |

La station météo de l'aéroport Bâle-Mulhouse (267 mètres d'altitude) se trouve à l'extrémité sud de l'aire d'appellation, encore une fois en plaine. Ses valeurs climatiques de 1961 à 1990 sont :
| Mois                              | jan. | fév. | mars | avril | mai  | juin | jui. | août | sep. | oct. | nov. | déc. | année |
| --------------------------------- | ---- | ---- | ---- | ----- | ---- | ---- | ---- | ---- | ---- | ---- | ---- | ---- | ----- |
| Température minimale moyenne (°C) | −2,2 | −1,1 | 1,4  | 4,3   | 8,3  | 11,5 | 13,5 | 13,2 | 10,6 | 6,7  | 1,9  | −1,1 | 5,6   |
| Température moyenne (°C)          | 0,8  | 2,5  | 5,9  | 9,4   | 13,5 | 16,9 | 19,2 | 18,7 | 15,7 | 11,1 | 5,3  | 1,8  | 10,1  |
| Température maximale moyenne (°C) | 3,8  | 6,2  | 10,3 | 14,4  | 18,8 | 22,2 | 24,8 | 24,1 | 20,9 | 15,4 | 8,8  | 4,8  | 14,6  |
| Ensoleillement (h)                | 65   | 86   | 124  | 164   | 197  | 218  | 250  | 222  | 175  | 126  | 80   | 61   | 1 768 |
| Précipitations (mm)               | 53,9 | 50,5 | 49,5 | 58,5  | 76,3 | 73,6 | 62,9 | 79,9 | 54,7 | 49,2 | 58,1 | 54,5 | 721,7 |

## Vignoble

### Présentation

Carte de l'aire d'appellation et localisation des grands crus.

La dénomination alsace-pinot ou alsace-klevner peut être produite sur l'ensemble des communes du vignoble d'Alsace faisant partie de l'aire de production de l'appellation alsace, soit sur 119 communes.
L'auxerrois B et le pinot blanc B sont plantés un peu moins dans le département du Bas-Rhin (1 017 hectares d'auxerrois B et 465 hectares de pinot blanc en 2010) que dans le Haut-Rhin (1 276 hectares d'auxerrois B et 642 hectares de pinot blanc).

### Dénomination géographique
Une procédure de demande de modification du cahier des charges de l'appellation alsace est en cours depuis octobre 2010, comprenant notamment la demande de reconnaissance de plusieurs dénominations géographiques, dont une seule d'entre elles concerne spécifiquement le pinot :
il s'agit de la dénomination « Val Saint-Grégoire », pour des blancs issus de l'auxerrois B, du pinot blanc B et du pinot gris G, sur les communes de Turckheim, Zimmerbach, Walbach et Wihr-au-Val.

### Encépagement

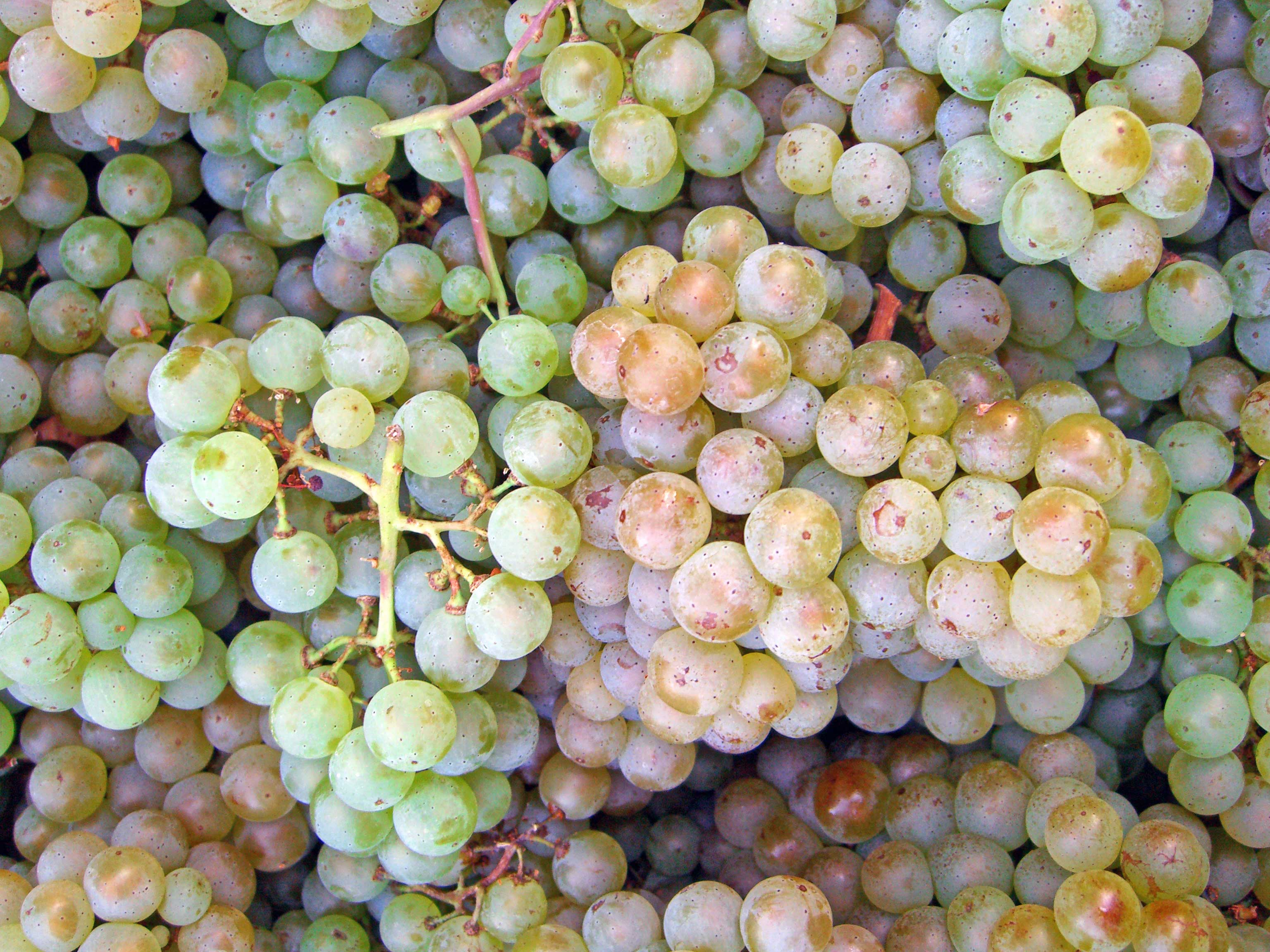
Grappes de pinot blanc B.

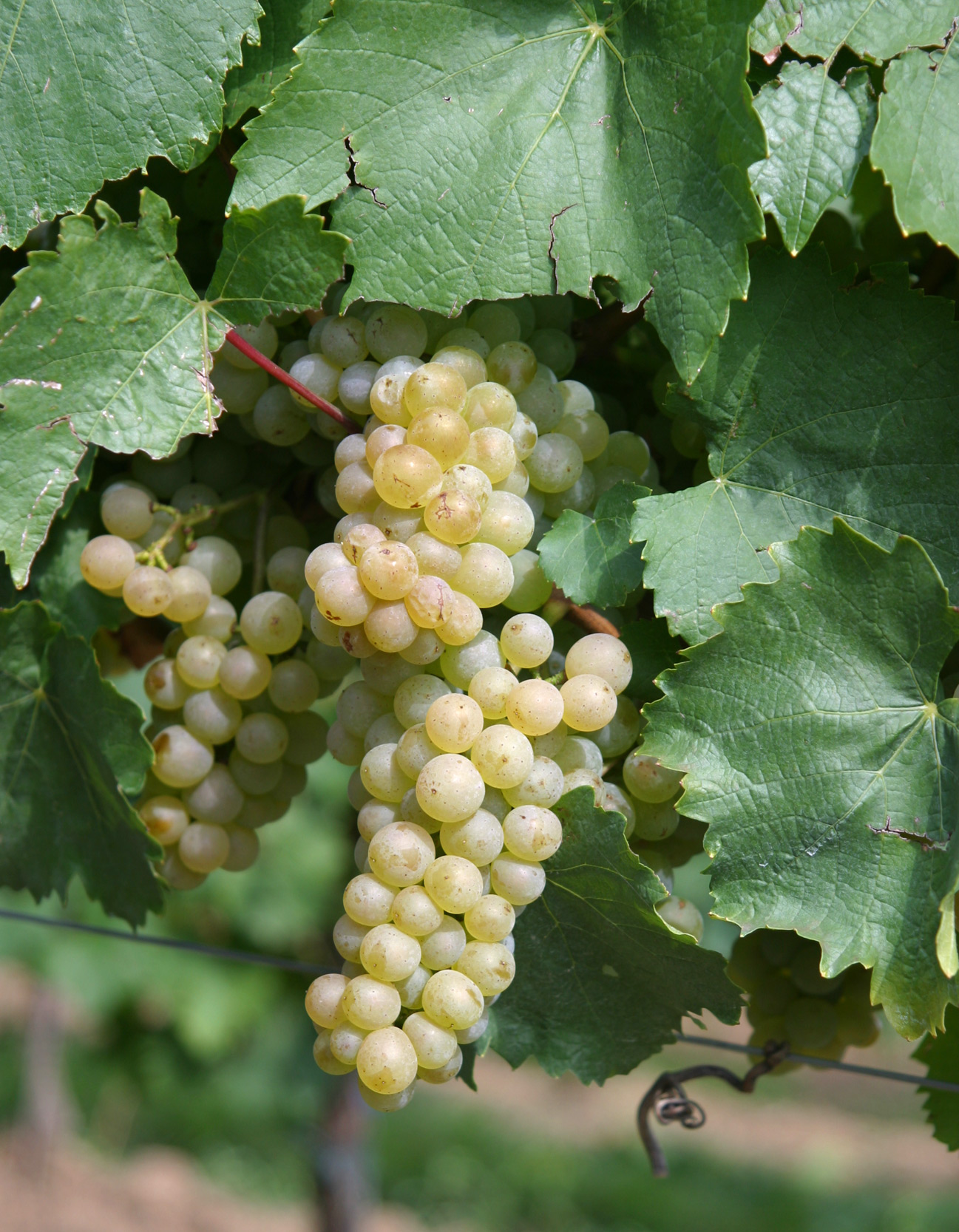
Grappe d'auxerrois B, ici dans le Rheingau.

Les principaux cépages utilisés pour faire le pinot d'Alsace ou klevner sont d'une part l'auxerrois B et d'autre part le pinot blanc B ; la législation autorise d'y rajouter du pinot noir N (vinifié en blanc) et du pinot gris G.

### Rendements
En 2009, les rendements autorisés étaient de 80 hectolitres par hectare, sans plafond limite de classement.
Si on calcule le rendement réel pour l'ensemble de la production vinifiée en pinot et en crémant d'Alsace, on obtient pour 2009 une moyenne de 81 hectolitres par hectare, ce qui est un record, très loin au-dessus de la moyenne française (qui est de 58 hectolitres par hectare).

## Vins
La production de pinot au sein de l'appellation alsace est de 119 956 hectolitres en 2009, ce qui fait sur un total de 868 334 hectolitres de vin une part de 13 %.

### Vinification et élevage
Le jour de la vendange, à l'arrivée au chai, le raisin est foulé et pressé pour séparer le moût du marc de raisin. Pour ce travail, les pressoirs pneumatiques remplacent progressivement les pressoirs horizontaux à plateau. Puis le moût est mis en cuve pour le débourbage, qui est le soutirage du jus sans les bourbes, soit par filtrage, soit par décantation en attendant qu'elles se déposent au fond de la cuve.
La fermentation alcoolique débute sous l'action de levures indigènes ou de levures sélectionnées introduites lors du levurage : cette opération transforme le sucre du raisin en alcool. La maîtrise de la température de fermentation par un système de réfrigération permet d'exprimer le potentiel aromatique du produit.
La fermentation achevée au bout d'un mois, le vin est soutiré afin d'éliminer les lies. La fermentation malolactique n'est généralement pas réalisée, bloquée par un sulfitage pour conserver son acidité au vin. Ce dernier peut être stocké en cuve pour le préparer à l'embouteillage ou élevé en barrique ou foudres de bois de chêne.
Le vin est soutiré, puis généralement de nouveau filtré avant le conditionnement en bouteilles, dès février ou mars.

### Gastronomie
Le pinot d'Alsace est un vin blanc à la robe jaune pâle, avec un nez et une bouche au fruité (la pêche ou la pomme est souvent évoquée) plutôt discret.
Considéré comme inférieur aux « vins nobles » que sont le riesling, le pinot gris et le gewurztraminer, le pinot peut être de qualité quand il est produit avec des rendements mesurés.
Le critique Robert Parker décrit le pinot d'Alsace ainsi : « Si vous cherchez un vin blanc nerveux, sec, parfumé et complexe, le pinot blanc est d'un excellent rapport qualité/prix. En Alsace, les meilleurs offrent un séduisant bouquet fruité, aux arômes de miel, de pierre, de pomme et d'orange, mais aussi des flaveurs élégantes évoquant la pomme. Plusieurs producteurs le font aujourd'hui fermenter en barrique, mais les versions non marquées par le bois sont les meilleures. À boire dans les 4 à 5 ans suivant les vendanges. »
Le pinot ou klevner s'accorde classiquement avec la cuisine alsacienne, son acidité accompagnant les plats un peu gras (par exemple une choucroute garnie ou une flammekueche) ; son caractère sec en fait aussi un compagnon des fruits de mer.

## Économie

### Type de bouteilles
Les vins d'Alsace doivent être mis en bouteille uniquement dans des flûtes, bouteilles du type « vin du Rhin » de 75 centilitres ou de 100 centilitres, règlementées par des décrets.

### Liste de producteurs
De très nombreux viticulteurs et négociants alsaciens proposent du pinot ou klevner, souvent en entrée de leur gamme de prix.